# Каннелюра

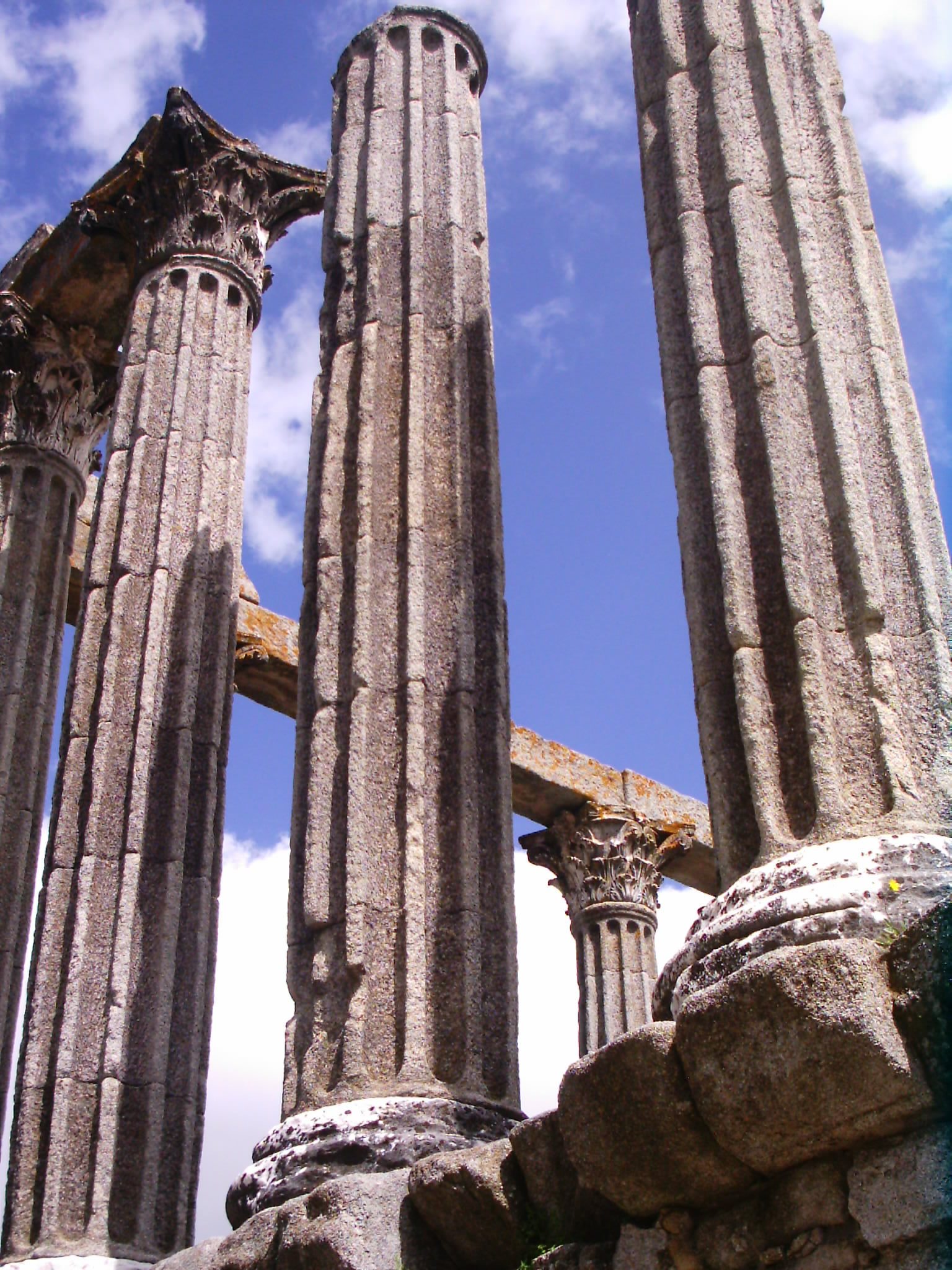
Каннелированные колонны в Эворе в Португалии

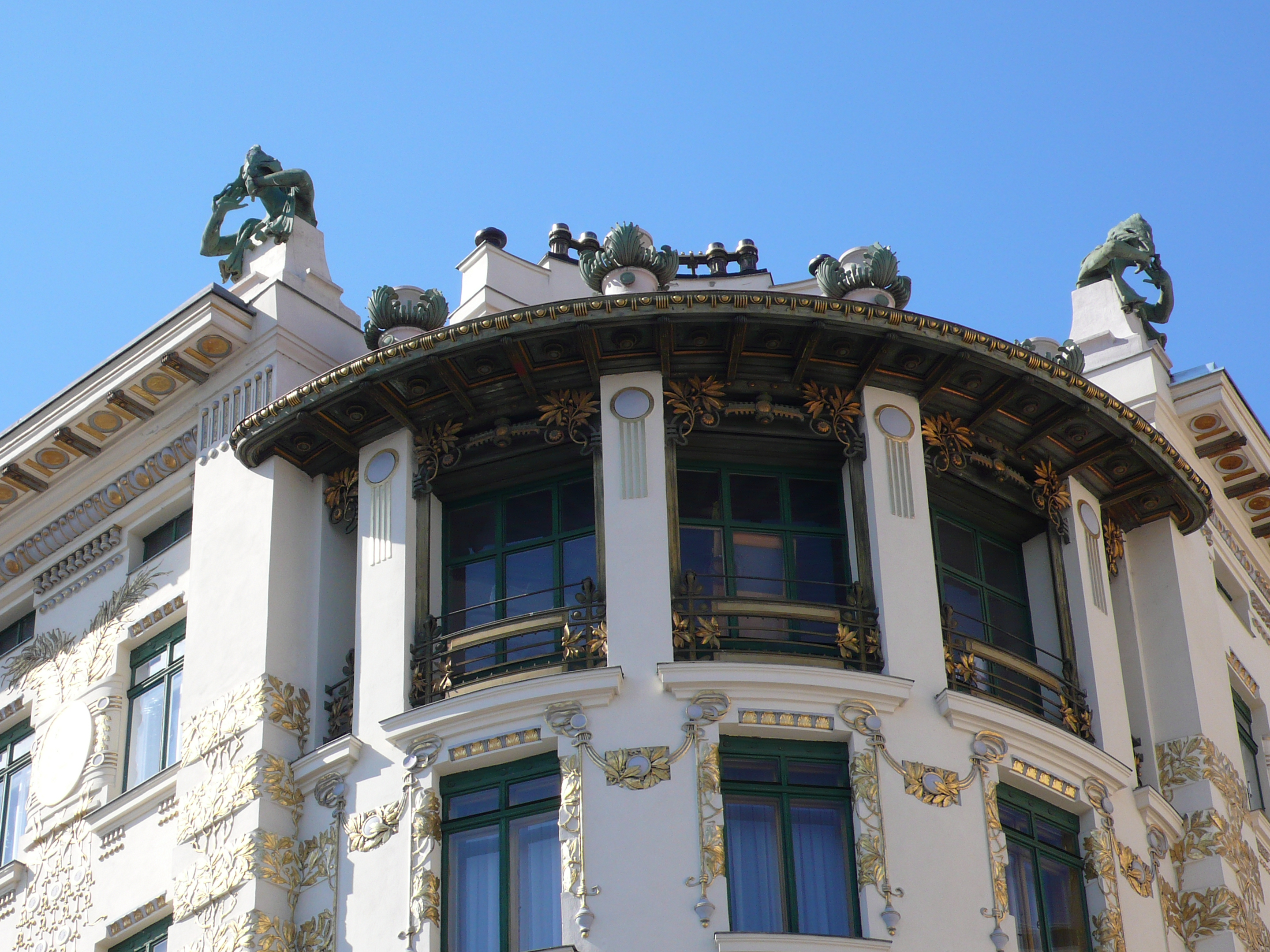
Каннелированные пилястры углового «Дома с глашатаями» на Линке Винцайле, 38 в Вене. Архитектор Отто Вагнер. 1899

Канелю́ра, каннелю́ра (фр. cannelure — желобок, от лат. canna — тростник, палочка, прут, также ложок) — вертикальный желобок на фусте (стволе) пилястры или колонны (такие колонны называют каннелированными). Горизонтальные желобки на базе колонны ионического ордера, в отличие от каннелюр, называют выкружкой, или трохилусом (лат. из греч. trochilus — колея, борозда). Трохилусами иногда называют и вертикальные каннелюры. Противоположная, выпуклая форма именуется торусом (валиком). Каннелюры бывают и выпуклые, иначе: вложенные, или «встречные каннелюры» (гофры). Близкие названия — рабдос (греч. rabdos — прут, розга), альвеола (лат. alveolus — желобок, канавка), багет, калёвка, флема (нем. Flammen-leisten — «флемованная дорожка») — «пламенеющая» дорожка (изогнутые углубления, напоминающие языки пламени, штабверк (нем. Stabwerk, от Stab — палка, жезл и Werk — произведение, работа).
Каннелюры  на колоннах появились в архитектуре Древней Греции в VII—VI веках до н. э. в связи с переходом от монолитных деревянных и каменных колонн к составным, из отдельных барабанов. Горизонтальные швы между барабанами, связанными деревянными штырями (пиронами), надо было замаскировать. Вертикальные ложки́, подчёркивающие игрой светотени вертикальную направленность опоры, её тектоничность, лучше всего подходили для этой цели. Колонны самого раннего греко-дорического ордера имеют 24 либо 20, или 16 каннелюр. В относительно поздних постройках — 32. С V в. до н. э. устанавливается каноническое число — 20. Именно такое количество желобков позволяет их разместить таким образом, чтобы под каждым из четырёх углов квадратной плиты — абаки — приходилось по одному острому ребру, а средняя ось колонны со всех сторон зрительно отмечалась бы центральным желобком. По краям, зрительно сокращаясь, каннелюры сгущают тени, подчёркивают объёмность колонны, не давая ей сливаться со стеной. Каннелюры вытёсывали в мягком известняке (позднее в мраморе) по собранной из отдельных барабанов колонне. О технологии вытёсывания каннелюр свидетельствуют многие примеры неоконченных колонн с желобками не на всю высоту. Позднее такой приём стали использовать сознательно.
В дорическом ордере каннелюры имеют вид правильной дугообразной выемки, соприкасающейся с соседней острым углом. В ионическом и коринфском ордерах между каннелюрами оставляют узкие плоские перемычки — дорожки, а внизу и вверху выемки образуют характерные закругления. В тосканском ордере по канону Виньолы каннелюры отсутствуют. В поздней, эллинистической и римской архитектуре каннелюры примерно на треть высоты от основания заполняли выпуклыми валиками или багетом полуцилиндрического профиля с округлыми окончаниями. Такой атектоничный приём называют «встречными» или «вложенными» каннелюрами. Он свидетельствует о распространении маньеристичных тенденций художественного мышления. Не случайно он вновь наблюдается в эклектичной архитектуре второй половины XIX века.
В конце XIX века ведущий архитектор венского модерна Отто Вагнер использовал неглубокие параллельные каннелюры в сочетании с круглыми розетками качестве декора стен и пилястр. Этот мотив назвали «вагнерианским», или «венским цветком». Его использовали мастера петербургского модерна. В искусстве поздней готики, барокко и маньеризма подобием каннелюр оформляли мебельные филёнки или ножки. Их называли флемами либо штабверком. Подобный приём иногда использовали и при изготовлении мебели в классическом стиле .

## Другие значения

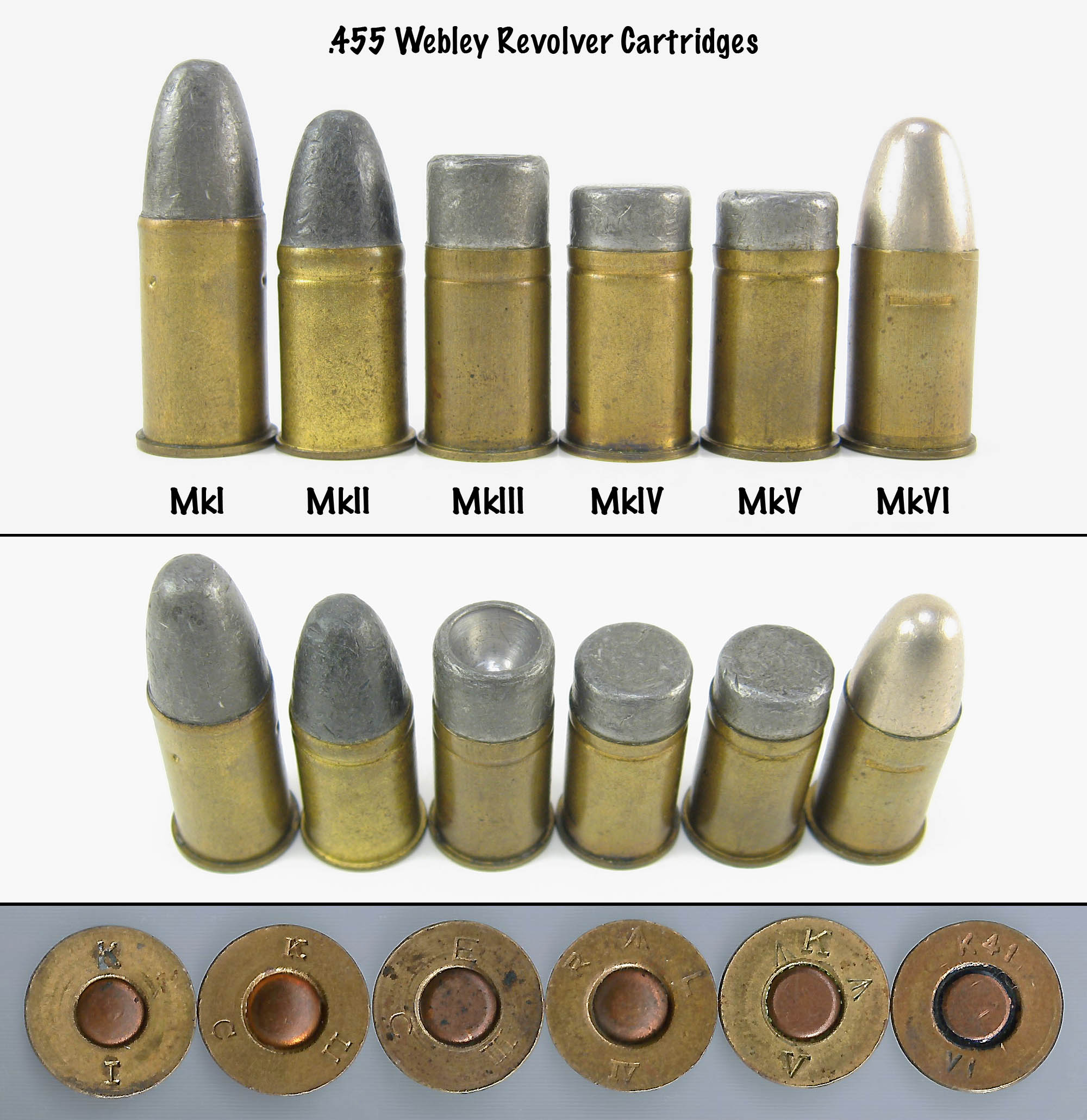
Револьверные патроны часто имеют каннелюры, что вызвано повышенной вероятностью ударов по пуле при перезарядке оружия

В оружейном деле каннелюра — кольцевая выштамповка на корпусе гильзы, которая ограничивает перемещение пули вглубь гильзы при изготовлении патрона или последующем механическом воздействии. Изредка каннелюрой называют также канавку на пуле, также использующуюся для закрепления пули в гильзе и для размещения смазки, которая уменьшает освинцевание канала ствола при использовании свинцовых пуль.
В XIX веке каннелюры на гильзах использовались для упрощения самостоятельного снаряжения патрона без специального пресса, позволяющего настраивать высоту осадки пули. Так, руководство армии США 1898 года предписывало гильзы для боевого использования не перезаряжать самостоятельно, а отправлять в арсенал. Однако для практики на стрельбище гильзы можно было перезаряжать на месте после нанесения на них каннелюры.